# Джон Гудмън
Джон Стивън Гудмън (на английски: John Stephen Goodman) (роден на 20 юни 1952 г.) е американски актьор. 

## Биография

### Личен живот
Гудмън и съпругата му, Анабет Харцог, живеят в Ню Орлиънс. Двамата имат една дъщеря – Моли Еванджелин Гудмън.

### Кариера
Става известен с ролята си на Дан Конър в сериала „Розан“ (1988 – 1997), за която печели Златен глобус през 1993 г. Някои от филмите с негово участие включват „Семейство Флинтстоун“, „Големият Лебовски“, „Артистът“, „Арго“ и „Ергенският запой: Част III“. Той озвучава съответно ролите на Пача в „Омагьосаният император“ и Съли в „Таласъми ООД“ и „Университет за таласъми“.

## Избрана филмография

### Кино
| година | филм                                  | оригинално заглавие                         | роля                     | режисьор             |
| ------ | ------------------------------------- | ------------------------------------------- | ------------------------ | -------------------- |
| 1987   | Да отгледаш Аризона                   | Raising Arizona                             | Гейл Снотс               | Джоел Коен           |
| 1989   | Винаги                                | Always                                      | Ал Якей                  | Стивън Спилбърг      |
| 1991   | Бартън Финк                           | Barton Fink                                 | Чарли Медоуз             | Джоел Коен           |
| 1994   | Семейство Флинтстоун                  | Barton Fink                                 | Фред Флинтстоун          | Брайън Левант        |
| 1998   | Големият Лебовски                     | The Big Lebowski                            | Уолтър Собчак            | Братя Коен           |
| 2000   | О, братко, къде си?                   | O Brother, Where Art Thou?                  | Даниъл Тийг              | Джоел Коен           |
| 2000   | Грозна като смъртта                   | Coyote Ugly                                 | Уилям (Бил) Санфорд      | Дейвид Макнали       |
| 2000   | Омагьосаният император                | The Emperor's New Groove                    | Пача (глас)              | Марк Диндал          |
| 2001   | Таласъми ООД                          | Monsters, Inc.                              | Джеймс П. Съливан (глас) | Пийт Доктър          |
| 2004   | Клифърд: Голямата звезда              | Clifford's Really Big Movie                 | Джордж Уолфсботъм (глас) | Робърт С. Рамирез    |
| 2007   | Всемогъщият Евън                      | Evan Almighty                               | Конгресмен Чък Лонг      | Том Шейдиак          |
| 2011   | Артистът                              | The Artist                                  | Ал Зимър                 | Мишел Азанависиюс    |
| 2011   | Ужасно силно и адски близо            | Extremely Loud and Incredibly Close         | Стан                     | Стивън Долдри        |
| 2012   | Арго                                  | Argo                                        | Джон Чеймбърс            | Бен Афлек            |
| 2012   | Полет                                 | Flight                                      | Харлинг Мейс             | Робърт Земекис       |
| 2013   | Истинският Люин Дейвис                | Inside Llewyn Davis                         | Роланд Търнър            | Братя Коен           |
| 2013   | Ергенският запой: Част III            | The Hangover Part III                       | Маршал                   | Тод Филипс           |
| 2014   | Пазители на наследството              | The Monuments Men                           | Сержант Уолтър Гарфийлд  | Джордж Клуни         |
| 2014   | Трансформърс: Ера на изтребление      | Transformers: Age of Extinction             | Хаунд (глас)             | Майкъл Бей           |
| 2015   | Тръмбо                                | Trumbo                                      | Франк Кинг               | Джей Роуч            |
| 2016   | Ул. Чудовищно 10                      | 10 Cloverfield Lane                         | Хауърд Стамблър          | Дан Траченбърг       |
| 2017   | Конг: Островът на черепа              | Kong: Skull Island                          | Бил Ранда                | Джордан Вогт-Робъртс |
| 2017   | Валериан и градът на хилядите планети | Valerian and the City of a Thousand Planets | Игон Сирус (глас)        | Люк Бесон            |

### Телевизия
| година    | филм | оригинално заглавие | роля              | бележки    |
| --------- | ---- | ------------------- | ----------------- | ---------- |
| 2007-2012 | Щети | Damages             | Хауърд Т. Ериксън | 10 епизода |